# ليك سيتي (كولورادو)
ليك سيتي (بالإنجليزية: Lake City, Colorado)‏ هي بلدة تقع في مقاطعة هينسدال، كولورادو بولاية كولورادو في الولايات المتحدة. تبلغ مساحتها 2.2 (كم²)، وترتفع عن سطح البحر 2640 م، بلغ عدد سكانها 375 نسمة في عام 2000 حسب إحصاء مكتب تعداد الولايات المتحدة وتصل الكثافة السكانية فيها 172.8 نسمة/كم2.

## أعلام
- ك. جاسبر بيل

## وصلات خارجية
- The US50 - Cities and Towns in Colorado State
- Colorado Cities and Towns, Facts, Map, Flag, Colleges, Government, and More